# 昆布巻芝居
『昆布巻芝居』（こんまきしばい）は、上方落語の演目。
調理中の昆布巻きをせびる男が、相手が芝居好きなことに着目して、宮本武蔵と鍋蓋を使って対決する場面のある芝居を演じている間に自分のものにしようとする内容。
初代桂文治作とされる。途中で演じられる芝居は『敵討二島英勇記（かたきうちにとうえいゆうき）』というもので、宇井無愁によると大正中ごろまで演じられたという。
口演は長く途絶えたが、4代目桂文我がアレンジを加える形で復活させた。これについては節を分けて説明する。
話の内容から、途中で「はめもの」（お囃子）が多く入る演目である。

## あらすじ
※以下、東大落語会編『落語事典増補』および宇井無愁『落語の根多 笑辞典』掲載の内容に準拠する。
ある鼻がよく効く（匂いで献立がわかる）男が、家主の家で昆布巻きを作っていることを嗅ぎつけてお裾分けにあずかろうとするが、鍋の蓋を取るなと断られてしまう。男は家主が芝居好きであることを思い出し、『敵討二島英勇記』で宮本武蔵が異人（仙人のこと）のもとを訪れる場面を演じ始める。異人が鍋の蓋で武蔵の剣を受け止める場面で、男は鍋から昆布巻きをつまみ取る。それを見た家主が「おまえは無茶しい（「武蔵」との地口）やなぁ」と口にすると男は「そういうあんたが異人（意地）汚い」と答えた。

## アレンジ版
4代目桂文我は入門前に、初代桂小春団治（舞踏家・花柳芳兵衛）の著書『鹿のかげ筆』に掲載された速記でこの演目を知り、落語家になった後、小春団治による口演の録音テープに接したことで復活に取り組んだ。劇中に出てくる宮本武蔵の芝居が上演されなくなって具体的な演出方法が不明な点が障害となったが、「自分なりの芝居を作ってしまえばよい」という結論に至り、上方舞の舞踏家の助言も受けてスタイルを作り上げた。
4代目文我版では、登場人物を「いつも町内の家に食事を無心するやもめの男」と「町内にある商店の主人」とし、落ち（サゲ）は主人が「わずかなおかずをもらうために芝居を一幕演るとは、味の濃いことをしてくれたなァ」と言ったのに対して男が「へえ。煮詰まらんうちに、もろて帰りますねん」という形である。